# Textaufgabe
Mit Textaufgaben (gelegentlich auch Rechengeschichten genannt) werden im Mathematikunterricht mathematische Problemstellungen bezeichnet, die durch eine Fließtextbeschreibung gegeben sind. Wenn in solchen Aufgaben ein Sachkontext beschrieben wird, stellen sie ein Beispiel für Sachaufgaben dar.
Die Aufgabenstellung wird in der Regel in einem abschließenden Fragesatz zusammengefasst. Um zur Lösung zu gelangen, muss die Problemstellung in Einzelschritte aufgeteilt und jeder dieser Schritte einem entsprechenden Rechenvorgang zugeordnet werden. Da im Schulkontext die meisten Textaufgaben auch Sachaufgaben sind und umgekehrt, treffen die meisten Bearbeitungsschwierigkeiten von Sachaufgaben auch auf Textaufgaben zu.

## Beispiel
Frage:
Eine Fabrik produziert mit fünf Angestellten in sechs Tagen fünfhunderttausend Blechdosen. Wie viele Personen müssen neu eingestellt werden, um in derselben Zeit 2 Millionen Blechdosen zu produzieren? Die Maschinenkapazitäten dafür sind vorhanden.
Antwort: 
Viermal so viele Angestellte müssen arbeiten, das heißt, 15 Personen müssen neu eingestellt werden.